# Cristian Bălgrădean
Cristian Emanuel Bălgrădean (Sânnicolau Mare, 21 marzo 1988) è un calciatore rumeno, portiere dell'Unirea Alba Iulia.

## Carriera

### Club
Il 19 giugno 2010 firma un quinquennale con la Dinamo Bucarest, che il 10 settembre lo cede in prestito all'Unirea Urziceni. Complice l'infortunio occorso a Emilian Dolha, a gennaio torna alla Dinamo Bucarest. Il 28 luglio 2011 esordisce nelle competizioni europee contro il Varaždin (2-2), incontro preliminare valido per l'accesso alla fase a gironi di UEFA Europa League.
Il 26 agosto 2014 passa a parametro zero all'U Craiova. Il 19 febbraio 2018 firma un contratto di due anni e mezzo con la FCSB. Il 27 maggio 2020 viene ingaggiato dal CFR Cluj. A fine stagione vince il campionato, il settimo nella storia del CFR Cluj.

### Nazionale
Esordisce in nazionale il 15 novembre 2011 contro la Grecia, in amichevole.

## Statistiche

### Presenze e reti nei club
Statistiche aggiornate al 10 novembre 2022.
| Stagione                 | Squadra                  | Campionato               | Campionato | Campionato | Coppe nazionali | Coppe nazionali | Coppe nazionali | Coppe continentali | Coppe continentali | Coppe continentali | Altre coppe | Altre coppe | Altre coppe | Totale | Totale |
| Stagione                 | Squadra                  | Comp                     | Pres       | Reti       | Comp            | Pres            | Reti            | Comp               | Pres               | Reti               | Comp        | Pres        | Reti        | Pres   | Reti   |
| ------------------------ | ------------------------ | ------------------------ | ---------- | ---------- | --------------- | --------------- | --------------- | ------------------ | ------------------ | ------------------ | ----------- | ----------- | ----------- | ------ | ------ |
| gen.-giu. 2011           | Dinamo Bucarest          | L1                       | 10         | -11        | CR              | 3               | -3              | UEL                | -                  | -                  | -           | -           | -           | 13     | -14    |
| 2011-2012                | Dinamo Bucarest          | L1                       | 30         | -27        | CR              | 3               | -3              | UEL                | 4                  | -8                 | -           | -           | -           | 37     | -38    |
| 2012-2013                | Dinamo Bucarest          | L1                       | 24         | -27        | CR              | 3               | -4              | UEL                | 2                  | -4                 | SR          | 1           | -2          | 30     | -37    |
| 2013-2014                | Dinamo Bucarest          | L1                       | 26         | -24        | CR              | 4               | -6              | -                  | -                  | -                  | -           | -           | -           | 30     | -30    |
| Totale Dinamo Bucarest   | Totale Dinamo Bucarest   | Totale Dinamo Bucarest   | 90         | -89        |                 | 13              | -16             |                    | 6                  | -12                |             | 1           | -2          | 110    | -119   |
| 2014-2015                | U Craiova                | L1                       | 27         | -19        | CR+CdL          | 2+0             | -2              | -                  | -                  | -                  | -           | -           | -           | 29     | -21    |
| 2015-feb. 2016           | U Craiova                | L1                       | 23         | -24        | CR+CdL          | 0               | 0               | -                  | -                  | -                  | -           | -           | -           | 23     | -24    |
| Totale U Craiova         | Totale U Craiova         | Totale U Craiova         | 50         | -43        |                 | 2               | -2              |                    | -                  | -                  |             | -           | -           | 52     | -45    |
| feb.-giu. 2016           | Concordia Chiajna        | L1                       | 1+14       | -2 + -13   | CR+CdL          | 0+3             | -3              | -                  | -                  | -                  | -           | -           | -           | 18     | -18    |
| 2016-2017                | Concordia Chiajna        | L1                       | 23+12      | -27 + -13  | CR+CdL          | 1+2             | -1 + -3         | -                  | -                  | -                  | -           | -           | -           | 38     | -44    |
| 2017-feb. 2018           | Concordia Chiajna        | L1                       | 18         | -22        | CR              | 0               | 0               | -                  | -                  | -                  | -           | -           | -           | 18     | -22    |
| Totale Concordia Chiajna | Totale Concordia Chiajna | Totale Concordia Chiajna | 42+26      | -51 + -26  |                 | 6               | -7              |                    | -                  | -                  |             | -           | -           | 74     | -84    |
| feb.-giu. 2018           | FCSB                     | L1                       | 0+10       | -6         | CR              | 1               | -3              | -                  | -                  | -                  | -           | -           | -           | 11     | -9     |
| 2018-2019                | FCSB                     | L1                       | 25+9       | -26 + -6   | CR              | 0               | 0               | UEL                | 5                  | -4                 | -           | -           | -           | 39     | -36    |
| 2019-2020                | FCSB                     | L1                       | 19+1       | -14 + -2   | CR              | 1               | 0               | UEL                | 2                  | -1                 | -           | -           | -           | 23     | -17    |
| Totale FCSB              | Totale FCSB              | Totale FCSB              | 44+20      | -40 + -14  |                 | 2               | -3              |                    | 7                  | -5                 |             | -           | -           | 73     | -62    |
| 2020-2021                | CFR Cluj                 | L1                       | 23+3       | -8 + -2    | CR              | 0               | 0               | UCL+UEL            | 2+8                | -2 + -9            | SR          | 0           | 0           | 36     | -21    |
| 2021-2022                | CFR Cluj                 | L1                       | 13+2       | -6 + -4    | CR              | 0               | 0               | UCL+UEL+UECL       | 0+1+5              | 0 + -1 + -6        | SR          | 0           | 0           | 21     | -17    |
| 2022-2023                | CFR Cluj                 | L1                       | 3          | -3         | CR              | 1               | 0               | UCL+UECL           | 2+2                | -2 + -1            | SR          | 1           | -2          | 9      | -8     |
| Totale CFR Cluj          | Totale CFR Cluj          | Totale CFR Cluj          | 39+5       | -17 + -6   |                 | 1               | 0               |                    | 20                 | -21                |             | 1           | -2          | 66     | -46    |
| Totale carriera          | Totale carriera          | Totale carriera          | 316        | -286       |                 | 24              | -28             |                    | 33                 | -38                |             | 2           | -4          | 375    | -356   |

### Cronologia presenze e reti in nazionale
| Cronologia completa delle presenze e delle reti in nazionale ― Romania | Cronologia completa delle presenze e delle reti in nazionale ― Romania | Cronologia completa delle presenze e delle reti in nazionale ― Romania | Cronologia completa delle presenze e delle reti in nazionale ― Romania | Cronologia completa delle presenze e delle reti in nazionale ― Romania | Cronologia completa delle presenze e delle reti in nazionale ― Romania | Cronologia completa delle presenze e delle reti in nazionale ― Romania | Cronologia completa delle presenze e delle reti in nazionale ― Romania |
| Data                                                                   | Città                                                                  | In casa                                                                | Risultato                                                              | Ospiti                                                                 | Competizione                                                           | Reti                                                                   | Note                                                                   |
| ---------------------------------------------------------------------- | ---------------------------------------------------------------------- | ---------------------------------------------------------------------- | ---------------------------------------------------------------------- | ---------------------------------------------------------------------- | ---------------------------------------------------------------------- | ---------------------------------------------------------------------- | ---------------------------------------------------------------------- |
| 15-11-2011                                                             | Altach                                                                 | Grecia                                                                 | 1 – 3                                                                  | Romania                                                                | Amichevole                                                             | -1                                                                     |                                                                        |
| Totale                                                                 |                                                                        | Presenze                                                               | 1                                                                      |                                                                        | Reti                                                                   | -1                                                                     |                                                                        |

## Palmarès

### Club

#### Competizioni nazionali
- Coppa di Romania: 1

Dinamo Bucarest: 2011-2012
- Supercoppa di Romania: 2

Dinamo Bucarest: 2012
CFR Cluj: 2020
- Campionato rumeno: 2

CFR Cluj: 2020-2021, 2021-2022